# Distretto di Daşkəsən
Il distretto di Daşkəsən (in azero: Daşkəsən rayon) è un distretto dell'Azerbaigian. Il suo capoluogo è Daşkəsən.